# Sparganopseustis ningorana
Sparganopseustis ningorana es una especie de polilla del género Sparganopseustis, categorizada en la tribu Sparganothini, de la subfamilia Tortricinae. Fue descrita por Walsingham en 1914.
Fue publicada en Biol. Centr.-Am. Lepid. Heterocera 4: 254. Se distribuye por América Central: Guatemala, en Cerro Zunil, ciudad de Quetzaltenango.